# Nikolaj Ivanovič Buharin
Nikolaj Ivanovič Buharin (rusko Никола́й Ива́нович Буха́рин), ruski boljševik, revolucionar, ekonomist, politik, državnik, marksistični gospodarski teoretik in filozof, * 9. oktober (27. september, ruski koledar) 1888, Moskva, Ruski imperij (danes Rusija), † 15. marec 1938, Komunarka, Moskovska oblast, Sovjetska zveza (danes Rusija).
Bil je tudi pomemben avtor revolucionarne teorije.
Buharin je kot mladenič preživel šest let v izgnanstvu in je pri tem tesno sodeloval s boljševiškim voditeljem Vladimirjem Leninom in sodelavcem Levom Trockim, ki sta oba bila prav tako v izgnanstvu. Po ruski revoluciji februarja 1917 se je vrnil v Moskvo, kjer mu je služenje v boljševikih prinesla visok čin v partiji, po oktobrski revoluciji pa je postal urednik njihovega časopisa Pravda.   
Znotraj boljševiške stranke je bil Buharin sprva levi komunist, vendar se je od leta 1921 postopoma premaknil na desnico. Njegova močna podpora in obramba nove ekonomske politike (NEP) je na koncu vodila desno opozicijo. Do konca leta 1924 je to stališče Buharina ugodno postavilo kot glavnega zaveznika Josifa Stalina, pri čemer je Buharin kmalu razvil novo Stalinovo teorijo in politiko socializma v eni državi. Buharin in Stalin sta na 15. kongresu komunistične partije decembra 1927 skupaj iz partije izključila Trockega, Grigorija Zinovjeva in Leva Kamenjeva. Od leta 1926 do 1929 je imel Buharin veliko moč kot generalni sekretar izvršnega komiteja Kominterne. Vendar pa je Stalinova odločitev, da nadaljuje s kolektivizacijo, oba moža ločila in Buharin je bil konec leta 1929 izključen iz politbiroja.
Ko je leta 1936 Stalin sprožil veliko čistko, so nekatera Buharinova pisma, pogovori in prisluškovani telefonski klici kazali na nelojalnost. Februarja 1937 je bil Buharin aretiran in obtožen zarote za strmoglavljenje sovjetske države. Po navideznem sojenju, ki je odtujilo številne zahodne komunistične simpatizerje, so ga marca 1938 usmrtili. 